# Google Prevajalnik
Google Prevajalnik (izvirno Google Translate) je brezplačni spletni prevajalnik, ki je na voljo od leta 2007.
Z njim se prevaja neposredno, z vnašanjem besedila na njegovi spletni strani, pri čemer uporabnik sam izbere jezikovni par ali pa prevajalniku pusti, da sam zazna izvirni jezik. S pomočjo Zbirke prevajalskih orodij (ang. Translator Toolkit) je mogoče prevajati celotne dokumente različnih datotečnih vrst, uporabljati pomnilnik prevodov, ki 
olajša prevajanje v prihodnje, brskati po javno dostopnih pomnilnikih prevodov drugih uporabnikov in uporabljati različne glosarje.

## Delovanje
Googlov prevajalnik deluje na osnovi statistične metode strojnega prevajanja. Za izdelavo novega jezikovnega para je potreben vzporedni korpus z vsaj milijon besedami in enojezična korpusa z vsaj milijardo besed. Pri izdelavi prevajalnika je Google uporabil dokumente Združenih narodov, ki so na voljo v šestih uradnih jezikih (angleščini,
arabščini, francoščini, kitajščini, ruščini in španščini). Tako izdelal vzporedni korpus šestih jezikov z velikostjo 20 milijard besed. Trenutno je prevajalnik na voljo za 58 jezikov, med drugim tudi za slovenščino.
Sistem ne uporablja dodatnega jezikovnega znanja, zanaša se samo na korelacijo med znanimi pari že prevedenih vzporednih besedil. Statistične metode zahtevajo ogromne količine besedil ter veliko računalniške moči za obdelavo teh besedil. Google ima oboje; besedila, nabrana za izdelavo iskalnika, in računalnike, ki omogočajo hitro izdelavo sistemov za strojno prevajanje z zavidljivo kakovostjo. Opisane lastnosti so omogočile Googlu izdelavo prevajalnih sistemov za kar 58
svetovnih jezikov, torej za kar
58 ∗ 58 = 3364 jezikovnih parov. O natančnem delovanju prevajalnega sistema Google Translate ni veliko znanega, znane so le osnovne metode.
Za večje jezike ter pogostejše jezikovne pare, kot so angleščina-nemščina, angleščina-francoščina ali angleščina-kitajščina, so sistemi naučeni posebej, medtem ko so manjši jeziki, mednje sodi tudi slovenščina, prevajani prek vmesnega jezika. To pomeni, da prevajanje v slovenščino ne poteka neposredno iz izvornega jezika, temveč se besedilo najprej prevede v angleščino (špekulacija) ter šele nato v slovenščino. Kakovost prevodov je slabša kot pri večjih jezikovnih parih, kar potrjujejo tudi rezultati testiranja, ki jih je z empiričnimi primeri predstavil Jernej Vičič, raziskovalec na področju statističnega strojnega prevajanja naravnih jezikov. Primer prevoda iz slovenščine v srbščino, v katerem se v prevodu pojavljajo angleške besede, kaže na verjetno uporabo angleščine kot vmesnega jezika pri prevajanju.
Slovenski original: Razumeš?
Srbski prevod: ГOT ИT?
Latinizirano: Got it?
Ugotovitve raziskave, ki jo je opravil Ethan Shen, so pokazale da je Googlov prevajalnik dobre rezultate dosegal predvsem pri prevajanju besedil daljših od 2000 znakov in prevajanju jezikovnih kombinacij francoščine in angleščine.

## Različice
Poleg osnovne spletne različice Googlovega prevajalnika, so na voljo tudi razširitve za brskalnika Firefox in Chrome ter aplikaciji za platformi Android ter iPhone (iOS).

### Razširitve za brskalnike
Mozilla ponuja številne razširitve za Googlove storitve, med drugim tudi razširitev Google Translate. Od februarja 2010 je Googlov prevajalnik vključen v brskalnik Google Chrome in omogoča samodejno prevajanje spletnih strani.

### Android različica
Januarja 2010 je Google ponudil prvo brezplačno različico aplikacije Google Translate na spletni trgovini Android Market. Trenutno je na voljo prevajanje več kot 50 jezikov in glasovna prepoznava 15 jezikov. Od začetka leta 2011 storitev Google Translate omogoča tudi pogovorni način, ki simulira delo tolmača in omogoča konsekutivno prevajanje pogovora dveh oseb. V preizkusnem obdobju je storitev na voljo le za jezikovni kombinaciji angleščine in španščine. Marca 2013 je Google ponudil še prenos jezikov, da bi lahko prevajal tudi takrat, ko telefon nima internetne povezave.

### iPhone različica
Brezplačna različica Googlovega prevajalnika je od februarja 2011 na voljo tudi uporabnikom iPhone pametnih telefonov, ki si jo lahko prenesejo v spletni trgovini App Store.